# Zrnić
Zrnić je srpsko, crnogorsko,  hrvatsko i bošnjačko prezime. Majka Vuka Stefanovića Karadžića je bila Jegda Zrnić Karadžić iz Ozrinića. Kao dio Dinarske struje, Zrnići za vrijeme turske vladavine sele na zapad, prema Bosni, Lici, Dalmaciji i Slavoniji. 
Prezime Zrnić se sreće uglavnom u Bosni i Hercegovini i Hrvatskoj. Najznačajnije skupine sela sa Zrnićima Srbima su:
- Podnožje Kozare (između Prijedora, Banja Luke i Gradiške) : Lamovita, Omarska, Petrov Gaj, Niševići, Piskavica, Bistrica, Turjak, Miloševo Brdo, Grbavci, Gornji Podgradci, Cerovljani, Kijevci, Mašići, Razboj Ljevčanski. Slava im je Sveti Ilija (Petrov Gaj), Đurđevdan (Piskavica) i Jovanjdan
- Okolina Doboja u Bosni: Cerovica i Stanari. Slava im je Đurđevdan.
- Okolina Drežnice u Lici : Zrnići, Drežnica, Jasenak. Slava im je Đurđevdan. U blizini Udbine kod sela Podlapača postoji Zrnića Poljana.
- Podnožje Bilogore u Zapadnoj Slavoniji (od Bjelovara do Podravske Slatine) : Ždralovi, Cremušina, Velika Pisanica, Čađavac, Zrinska, Jasenaš, Hum Varoš i Hum Voćinski.
- U Dalmaciji ih ima u selu Kričke kod Drniša. Slava im je Sveti Nikola
- U Bačkoj ih ima u selu Bajmok (kolonisti iz Drežnice). Slava im je Đurđevdan.

Hrvata Zrnića ima u Zenici (Bosna) i njenoj okolini, te u okolini Virovitice (Gradina, Lug Gradinski)
Muslimana Zrnića ima u Gradačcu kod Tuzle (Bosna).

## Spoljašnje veze
- Imehrvatsko
- Poreklo porodica